# Березино (Калінінський район)
Березино (рос. Березино) — присілок в Калінінському районі Тверської області Російської Федерації.
Населення становить 485 осіб. Входить до складу муніципального утворення Бурашевське сільське поселення.

## Історія
Від 2005 року входить до складу муніципального утворення Бурашевське сільське поселення.

## Населення
| 1859 | 1886 | 1997 | 2002 | 2010 |
| ---- | ---- | ---- | ---- | ---- |
| 239  | ↘194 | ↗450 | ↗468 | ↗485 |